# Palais de justice de Pontoise
Le palais de justice de Pontoise regroupe sur 11 000 m2 les services judiciaires du Val-d'Oise. Inauguré en 2004-2005, il a été conçu par l'architecte Henri Ciriani.
Il comprend le tribunal judiciaire, le tribunal de commerce et le conseil de prud'hommes.
Sur un terrain de plus de 190 mètres axé nord-sud avec un rétrécissement central à forte dénivellation, c'est un belvédère avec un large escalier. Il est traversé par une voie piétonne.
L'extérieur du bâtiment est couvert de verre émaillé qui prend la couleur du ciel.